# Lissonota tetrazona
Lissonota tetrazona là một loài tò vò trong họ Ichneumonidae.